# Каллинос, Теодорос
Теодорос Каллинос (греч.  Θεόδωρος Καλλίνος; 1914 — 9 января 2014) — греческий офицер и коммунист, участник Обороны линии Метаксаса и Обороны Крита в 1941 году, командир соединений Народно-освободительной армии Греции (ЭЛАС) и Демократической армии Греции.

## Молодость
Теодорос Каллинос родился в 1914 году в фессалийском городке Царицани, но вырос и окончил гимназию в близлежащем городе Тирнавос.
В 1935 году поступил в военное училище эвэлпидов, которое закончил перед вступлением Греции во Вторую мировую войну в октябре 1940 года. Греческая армия отразила нападение итальянской армии и перенесла военные действия на территорию Албании, где одержав ряд побед над итальянцами продолжала развивать своё наступление.

## Оборона Линии Метаксаса
На помощь своим незадачливым союзникам пришла Гитлеровская Германия, которая 6 апреля 1941 года вторглась в Грецию с территории союзной ей Болгарии.
Немцы не смогли сходу взять Линию Метаксаса на греко-болгарской границе.
В течение 4-х дней, несмотря на массированный артобстрел и использование штурмовой авиации и рукопашных боёв в туннелях некоторых фортов, немцы не могли занять господствующие позиции греческой линии обороны.
Только после того как 2-я танковая дивизия вермахта (18-й корпус), совершив обход, прошла через Югославию и через не прикрытую греко-югославскую границу и вышла к Фессалоники, отсекая группу дивизий Восточной Македонии от греческой армии в Албании, греческий генштаб, считая, что оборона в Восточной Македонии не имела более смысла, предоставила возможность командующему группы дивизий Восточной Македонии генералу К. Бакопулосу на его усмотрение продолжать сражаться или сдаться:546.
Бакопулос, известный германофил, не преминул воспользоваться приказом и отдал приказ о сдаче фортов. Однако командиры большинства фортов не подчинились и продолжали сражение:547.
После получения приказа о сдаче, сражение приняло характер боёв за «честь оружия» и, получив от германского командования почётные условия сдачи, форты прекратили один за другим сражение, начиная с 10 апреля.
Генерал-фельдмаршал Вильгельм Лист, выразил восхищение мужеством этих солдат и не стал брать пленных, заявляя, что они могут покинуть форты, оставляя при себе военные флаги, но сдав оружие. Он также дал приказ своим солдатам отдать честь греческим солдатам.
Свои дифирамбы греческим солдатам высказал и сам Гитлер.
Лейтенант Каллинос принял участие в этом сражении, защищая форт Кали (Κάλη).
Не соглашаясь и на «почётную» капитуляцию и остановив тенденцию к самоубийствам и разброду, он увёл группу в 200—250 солдат к Афону, после чего переправился с ними на остров Лемнос, затем на Лесбос и, наконец, на остров Хиос.
Он отказался от предложения перебраться через Турцию в Египет, считая что ему нечего делать на Ближнем Востоке и что его место по прежнему в Греции.
Он принял решение отправиться на остававшийся не оккупированным остров Крит. Однако учитывая тот факт, что немецкая авиация расстреливала любое плавсредство, движущееся на юг, и тот факт, что немцы приняли решение не рассматривать греческих солдат военнопленными, Каллинос отправил солдат маленькими группами, на парусниках в континентальную Грецию, к местам их проживания. Для этого Каллинос трижды собрал своих солдат и трижды дал им соответствующий приказ, отказывая им в их желании следовать с ним на Крит.
Сам Каллинос, вместе с 10 критянами, совершил рискованный ночной переход на маленьком пароходике, останавливаясь на островках и укрываясь в бухтах, и через 3 дня прибыл в Гераклион и предстал перед начальником гарнизона.

## Крит
Сформировав роту 150, вооружённых чем попало, местных жителей и разрозненных греческих солдат, Каллинос принял участие в Обороне Крита в мае 1941 года.
Отмечен историографией в греческой победе над немецкими парашютистами на высоте Копсас, восточнее аэродрома Гераклиона.

## В партизанской армии ЭЛАС
Выбравшись в континентальную Грецию, Каллинос вступил в Народно-освободительную армию Греции (ЭЛАС), где получил псевдоним Амарбеис. В ноябре 1942 года был назначен штабистом в штаб ЭЛАС Фессалии. В феврале 1943 года возглавил штаб Северной Фессалии. В июле 1943 года был переведен в 5-й полк ЭЛАС.
В сентябре 1943 года части ЭЛАС разоружили итальянскую дивизию Пинероло. Получив итальянское оружие, ЭЛАС вооружил 2500 безоружных добровольцев на горе Пелион и создал 20 сентября свою XVI дивизию, под командованием Каллиноса..
10 сентября 1944 года Каллинос был назначен «капитаном» ΧΙΙΙ дивизии ЭЛАС.
17 ноября 1944 года Каллинос принял участие в конференции командиров ЭЛАС, в ходе которой командиры рекомендовали руководству компартии Греции принять необходимые меры, против ожидавшейся британской интервенции:761.
Однако политбюро КПГ, оставаясь при своих иллюзиях, отклонило рекомендацию командиров:764.
С началом декабрьских боёв в Афинах, ΧΙΙΙ дивизия была переброшена к греческой столице:129 и приняла участие в боях против англичан.

## После Варкизского соглашения
После Варкизского соглашения, подписанного 12.2.1945 Каллинос, вместе с подполковником Афанасием Папатанасиу, подписал приказ от 25 февраля о сдаче оружия ΧΙΙΙ дивизии. Среди прочего приказ гласил:
"…С глубоким волнением мы обращаемся к вам с последним приказом, завершающим последнюю страницу славной истории ΧΙΙΙ дивизии.
…Сегодня, будучи верными солдатами народа, после соглашения 12 февраля, мы складываем оружие завоёванное нашей кровью и которое мы с честью держали в своих руках. Вооружённая борьба завершилась и мы обращаемся к мирной борьбе ".
Однако надежды руководства КПГ на умиротворение страны не сбылись. Следуя установке КПГ офицерам оставаться на местах, Каллинос, вместе с другими офицерами ЭЛАС, оказался в ссылке на острове Наксос.

## Гражданская война
Вместе с ещё 11 бывшими офицерами ЭЛАС, в апреле 1947 года Каллинос совершил впечатлящий побег морем в континентальную Грецию.
Добравшись до частей Демократической армии Греции (ΔΣΕ), в период 1947—1949 был назначен командиром 138-й бригады, а затем начальником штаба дивизии:862.

## Политическая эмиграция
С поражением Демократической армии, в 1949 году Каллинос оказался в политической эмиграции в СССР (в Ташкенте). Негативно встретив процесс де-сталинизации и последовавших перемен в компартии Греции, Каллинос оказался в оппозиции новому руководству партии.
В 1967 году Каллинос с семьёй уехал в Югославию.
В 1982 году вернулся в Грецию.

## Последние годы
Вернувшись на Родину, Каллинос создал «Союз Вселенского Эллинизма» («Αμφικτιονία Οικουμενικού Ελληνισμού») и был занят общественной жизнью и написанием мемуаров.
Умер в Салониках, не дожив несколько месяцев до своего столетия.
По выражению его немногочисленных соратников, остающихся в жизни, Теодорос Каллинос «боролся до конца своей жизни всеми своими силами против меморандумов и против новой германской оккупации Четвёртым рейхом».